# Kostas Papakostas
Kostas Papakostas (gr. Κώστας Παπακώστας; ur. 2 października 1948) – cypryjski judoka, olimpijczyk.
Papakostas wystartował w judo na LIO 1980 oraz na LIO 1984; Wystartował w wadze średniej.
W Moskwie zajął wysokie 10. miejsce, zaś w Los Angeles zajął 19. miejsce.
Chorąży reprezentacji podczas ceremonii otwarcia na igrzyskach olimpijskich w 1980 roku.